# Nantong
Nantong (in cinese 南通市; in pinyin Nántōng) è una città della Cina nella provincia del Jiangsu.
Si trova sulla riva settentrionale del Fiume Azzurro proprio in prossimità della foce; la città di Nantong è un vivace porto fluviale, che confina con Yancheng a nord, Taizhou ad ovest, Suzhou a sud sulla riva opposta del fiume ed è bagnata dal Mar Cinese Orientale.

## Storia
La fondazione della città risale ad oltre 1000 anni or sono, ma rimase per secoli una tranquilla città di provincia con un'economia basata sulla pesca. Dopo il 1950 è diventato un importante centro industriale della provincia.

## Monumenti e luoghi d'interesse

### Museo di Nantong
È il primo museo moderno della Cina, la cui fondazione risale al 1905. Vi sono custoditi numerosi pezzi archeologici trovati nella zona.

### Tempio del Riposo Celeste (Tianning Si)
Si trova nel centro della città e la sua fondazione risale alla seconda metà del IX secolo. Molte delle costruzioni risalgono, comunque, al 1430 e sono di particolare interesse per gli studiosi della architettura del periodo Ming (1368-1644).

### Montagna del Lupo (Lang Shan)
Si trova a circa 10 km dal centro, sulla riva nord del fiume Yangtze ed è una collina alta 107 m. La sommità è dominata da una pagoda a base quadrata di cinque piani; risale al XV secolo.
Sul versante nord-est della collina si trova inoltre un'antica iscrizione, risalente al 937 e scritta da Yao Cun, l'allora prefetto del distretto.

## Amministrazione

### Gemellaggi
- Swansea, dal 1987
- Toyohashi, dal 1987
- Izumi, dal 1993
- Jersey City, dal 1996
- Troisdorf, dal 1997
- Gimje, dal 1997
- Civitavecchia, dal 1999
- Rimouski, dal 2003